# 三吳
三吳，為一歷史名詞，指的是東晉南朝最為重要的地理範圍。有狹義的和廣義的兩種。狹義指的是吳、吳興、會稽三郡，而廣義除吳、吳興、會稽三郡外，還包括了其他一些郡。在東晉以後，「三吳」頻見於史書之中。而具體是指哪個地域，後世卻有不同的說法。這些說法總起來有以下三說：
1. 「漢高帝十二年，一吳也，後分為三，世號三吳，吳興、吳郡、會稽其一焉。」（《水經注·漸江注》）
2. 「秦置會稽郡……漢亦為會稽郡，後順帝分置吳郡。晉宋亦為吳郡，與吳興、丹陽為三吳。」（《通典·州郡十二》）
3. 「漢置吳郡；吳分吳郡置吳興郡；晉又分吳興、丹陽置義興郡，是為三吳。」（《資治通鑑·晉紀十六》胡三省注）